# 최경환 (1959년)
최경환(崔敬煥, 1959년 8월 31일(1959년 음력 7월 28일) - )은 대한민국의 정치인으로, 제20대 국회의원이었다.

## 학력
- 광주동산국민학교 졸업
- 숭의중학교 졸업
- 광주상업고등학교 졸업
- 성균관대학교 사학과 학사

## 경력
- 1989 ~ 1992 성남민주화운동청년연합 위원장
- 1994.12 ~ 1996.04 통일시대국민회의 정치위원회 부위원장
- 1999.12 - 2002.02 대통령비서실 공보수석실 행정관
- 2002.02 - 2003.06 대통령비서실 공보수석실 공보기획비서관
- 2003.02 녹색환경운동모임 이사
- 2004.03 ~ 2009.09 행정자치부(행정안전부) 전직대통령비서관
- 2009.09 ~ 2011.04 연세대학교 김대중도서관 객원교수
- 2009.09 ~ 2015.11 김대중 평화센터 공보실장
- 2010.03 ~ 현재 행동하는 양심 상임이사
- 민주당 김대중리더십연구특별위원회 위원장
- 2016.05 ~ 현재 김대중 평화센터 대변인
- 2016.05 ~ 2020.05 제20대 국회의원(광주 북구 을, 국민의당→민주평화당→민생당)
  - 2016.06 ~ 2018.05 제20대 국회 전반기 국토교통위원회 위원
  - 2016.06 ~ 2017.11 제20대 국회 전반기 운영위원회 위원
  - 2017.12 ~ 2018.04 제20대 국회 재난안전대책특별위원회 위원
  - 2018.04 ~ 2018.05 제20대 국회 재난안전대책특별위원회 간사
  - 2018.07 ~ 제20대 국회 후반기 문화체육관광위원회 위원
  - 2018.10 ~ 2019.06 제20대 국회 남북경제협력특별위원회 위원
- 2016.05 ~ 2018.02 국민의당원내부대표
- 2017.09 ~ 2018.02 국민의당 광주시당 위원장 직무대행
- 2018.02 ~ 2018.07 민주평화당 대변인
- 2018.02 ~ 2018.08 민주평화당 원내부대표(공보)
- 2018.08 ~ 2019.08 민주평화당 최고위원
- 2018.09 ~ 2019.05 민주평화당 원내대변인
- 민주평화당 광주광역시당 위원장
- 2018.11 ~ 2019.08 민주평화당 원내수석부대표
- 2019.07 ~ 2020.01 변화와 희망의 대안정치연대 창당준비기획단 조직위원장
- 2020.01 ~ 2020.02 대안신당 당대표
- 2021.09 ~ 전남대학교 김대중의 사상과 리더십 교양담당
- 2021.12 ~ 더불어민주당 입당

## 전과
- 집회및시위에관한법률위반: 징역 1년 6월 - 1982년 5월 22일 선고, 1983년 12월 22일 특별사면[2]
- 집회및시위에관한법률위반: 징역 10월 - 1986년 8월 26일 선고, 1988년 2월 27일 특별사면[2]

## 역대 선거 결과
|  | 55.29% |

|  | 11.1% |

## 소속 정당
| 소속 정당 | 소속 정당      | 소속 기간 | 비고      |
| --------- | -------------- | --------- | --------- |
|           | 새정치국민회의 | 1996~1999 | 정계 입문 |
|           | 무소속         | 1999~2003 | 탈당      |
|           | 새천년민주당   | 2003~2004 | 복당      |
|           | 무소속         | 2004~2012 | 탈당      |
|           | 민주통합당     | 2011~2013 | 합당      |
|           | 민주당         | 2013~2014 | 당명 변경 |
|           | 새정치민주연합 | 2014~2015 | 합당      |
|           | 더불어민주당   | 2015~2016 | 당명 변경 |
|           | 무소속         | 2016      | 탈당      |
|           | 국민의당       | 2016~2018 | 창당      |
|           | 무소속         | 2018      | 탈당      |
|           | 민주평화당     | 2018~2019 | 창당      |
|           | 무소속         | 2019~2020 | 탈당      |
|           | 대안신당       | 2020      | 창당      |
|           | 민생당         | 2020~2021 | 합당      |
|           | 무소속         | 2021      | 탈당      |
|           | 더불어민주당   | 2021~현재 | 복당      |

## 같이 보기
- 북구 을 (광주)
- 광주 북구의 국회의원

## 가족 관계
- 배우자 : 이연미
  - 딸 : 최윤하
  - 아들: 최태하
    - 사위 : 김하늘